# Уилям Хенри
Уилям Хенри (на английски: William Henry) е английски химик.

## Биография
Роден е на 12 декември 1775 г. в Манчестър в семейството на аптекар. През 1795 отива да учи медицина в Единбургския университет, където се дипломира през 1807 година. Още през 1799 публикува книгата „Елементи на експерименталната химия“ („Elements of Experimental Chemistry“), която придобива голяма популярност в началото на 19 век.
Лошото здраве на Хенри не му позволява да работи като лекар, поради което той посвещава времето си на химични експерименти, главно с различни газове. Той изследва разтварянето на газове във вода при различна температура и налягане и извежда зависимостта, известна днес като Закон на Хенри. Проучва химичния състав на солната киселина и амоняка и дезинфекционните свойства на топлината. Той става и един от основателите на Манчестърския институт по механика.
Умира на 2 септември 1836 година в Пендълбъри край Манчестър на 61-годишна възраст.